# NW Большого Пса
NW Большого Пса (лат. NW Canis Majoris) — двойная затменная переменная звезда типа W Большой Медведицы (EW) в созвездии Большого Пса на расстоянии (вычисленном из значения параллакса) приблизительно 14989 световых лет (около 4596 парсеков) от Солнца. Видимая звёздная величина звезды — от +16,93m до +16,66m. Орбитальный период — около 0,3565 суток (8,5549 часов).